# Pyrrho
Pyrrho (tiếng Hy Lạp: Πύρρων, Pyrrōn) (360 TCN tại Elis, Hy Lạp-270 TCN) là nhà triết học người Hy Lạp. Ông vừa là người khai sinh ra chủ nghĩa hoài nghi không chỉ của Hy Lạp mà của cả châu Âu, vừa là cha đẻ của Thuyết không thể biết rõ.

## Những suy nghĩ về triết học

### Khai sinh chủ nghĩa hoài nghi
Từ hoài nghi, theo ý của Pyrrho, có nghĩa là "tôi đang xét", "tôi đang nghiên cứu", tôi đang suy xét",... Những câu đại loại vậy thể hiện một thái độ do dự, không dứt khoát chọn ra phán đoán nào.

### Vấn đềhạnh phúc[2]
Pyrrho đã cho rằng hạnh phúc là vấn đề trung tâm của triết học. Hạnh phúc là một từ chỉ trạng thái an bằng thoải mái, đầy hưng phấn và muốn làm việc thiện. Kẻ thù của hạnh phúc là đau khổ và phẫn nộ.
Tiếp tục đi sâu vấn đề này, Pyrrho cho rằng khi đi tìm nền tảng cho hạnh phúc, con người đối diễn với ba câu hỏi:
- Sự vật được hình thành từ cái gì?
- Con người quan hệ với sự vật như thế nào?
- Trong quan hệ trên, con người sẽ được hưởng gì?

Và ông đi trả lời từng câu hỏi:
- Với câu hỏi "Sự vật được hình thành như thế nào?", Pyrrho cho rằng đây là câu hỏi không thể có câu trả lời đáng tin vì chúng ta chưa tìm ra được bản chất của chúng:

| “ | Do có tính chất hỗn hợp, các giác quan của chúng ta không thể lĩnh hội được chính xác bản chất của các vật thể ở bên ngoài. Ngay cả lý tính cũng không thể lĩnh hội được vì các giác quan thường mắc sai lầm | ” |

- Để trả lời câu hỏi thứ hai, "Con người quan hệ sự vật như thế nào?", Pyrrho đã viết như thế này:

| “ | Tính biến đổi và liên tục không ổn định về chất của các sự vật đưa tới sự phân biệt không rõ ràng của chúng trong trực giác, do vậy không thể phán xét về chúng từ góc độ chân lý hay sự giả dối. Do vậy, tốt hơn hết là kiểm soát các khẳng định nhất quyết và có trạng thái tinh thần bình thản, hoàn toàn tự do trong phán đoán | ” |

Ý nghĩa của đoạn văn trên đó là không nên có một khẳng định quả quyết về sự vật, cụ thể ở đây là quan hệ giữa chúng và con người. Và tác giả của đoạn văn này cũng đưa ra lời khuyên là nếu nhất thiết phải trả lời, hãy trả lời theo kiểu có thể là vậy. Với quan niệm như thế, Pyrrho đã xây dựng cái gọi là ataraxia: bình thản trước mọi biến cố.
- Còn đối với cau hỏi cuối cùng, "Trong quan hệ con người-sự vật, con người được hưởng gì?", Pyrrho đã trả lời ngay rằng: Con người được hưởng hạnh phúc. Hạnh phúc ở đây là vô cảm, là khép mình, là mặc kệ tất cả, nhìn cuộc đời qua khe cửa hẹp.

## Đánh giá
Sextus Empiricus đánh giá như sau về Pyrrho:
| “ | Mặt trời làm cho cái trước đó nhìn thấy trở nên nhìn thấy được còn Pyrrho thì ngược lại làm rối mù những cái mà ai cũng nhìn thấy rõ | ” |

Sau này, cả Diogenes Laërtius, Cicero và Georg Wilhelm Friedrich Hegel đều có chung đánh giá về Pyrrho. Họ cho rằng, Pyrrho đã bỏ rơi con người trước khi bỏ rơi chính mình.